# Neoclytus bahamicus
Neoclytus bahamicus là một loài bọ cánh cứng trong họ Cerambycidae.